# Wendy Mogel
Wendy Mogel (Aussprache: [ˈmoʊɡl̩], * 23. März 1951) ist eine amerikanische klinische Psychologin. Internationale Bekanntheit erlangte sie mit ihrem 2001 publizierten Buch The Blessings of a Skinned Knee, in dem sie die Ursachen für die seelische Instabilität vieler wohlbehüteter Mittelschichtkinder zu benennen versucht und für Charaktererziehung eintritt, für die sie Inspiration im jüdischen Schrifttum findet.

## Leben und Werk
Mogel ist die Enkelin des Leiters einer orthodoxen Synagoge in Brighton Beach, New York. Ihr Vater Leonard Mogel wandte sich vom orthodoxen Glauben allerdings ab, und auch ihre Mutter Ann stand dem jüdischen Glauben nicht nahe. Erst als Erwachsene begann Mogel das Judentum zu studieren und für sich und ihre Arbeit wiederzuentdecken.
Mogel studierte Kunstgeschichte im Middlebury College in Vermont und verbrachte ihre Sommer als Beraterin in einem Ferienlager für Kinder mit emotionalen Problemen, wo sie auch ihren späteren Ehemann, den Filmemacher und Schriftsteller Michael Tolkin, kennenlernte. Nach der Hochzeit ging das Paar gemeinsam nach Hollywood.
Mogel setzte ihr Studium am Department of Psychiatry im Cedars-Sinai Medical Center in Los Angeles fort, erwarb 1985 ihre Zulassung als klinische Psychologin und eröffnete eine eigene Praxis als Kinder- und Familientherapeutin. Angeregt durch diese Berufserfahrung und durch ihre Beschäftigung mit dem Judentum schrieb sie in den 2000er Jahren zwei Erziehungsbücher, die in den USA inzwischen zu Bestsellern geworden sind.
Mogel hat zwei Töchter und lebt in Los Angeles.

## Veröffentlichungen
- The Blessings of a Skinned Knee: Using Jewish Teachings to Raise Self-Reliant Children, Scribner, 2008, ISBN 1416593063 (Erstauflage 2001; eingeschränkte Online-Version in der Google-Buchsuche-USA)
- The Blessing of a B Minus: Using Jewish Teachings to Raise Resilient Teenagers, Scribner, 2011, ISBN 1416542043 (Erstauflage 2008; eingeschränkte Online-Version in der Google-Buchsuche-USA)
- Voice Lessons for Parents: What to Say, How to Say it, and When to Listen, Schribner, 2019, ISBN 978-1501142406 (eingeschränkte Online-Version in der Google-Buchsuche-USA)

In deutscher Übersetzung liegen Mogels Bücher bisher nicht vor.